# Podlazy
Podlazy (niem. Podlassen, 1938–1945 Klausenhof) – nieoficjalny przysiółek wsi Prejłowo w Polsce położona w województwie warmińsko-mazurskim, w powiecie olsztyńskim, w gminie Purda. W latach 1975–1998 miejscowość administracyjnie należała do województwa olsztyńskiego.
Miejscowość wchodzi w skład parafii Giławy.